# Янис Диму
Янис Диму (на гръцки: Γιάννης Δήμου) е гръцки фотограф от Македония.

## Биография
Янис Диму е роден в централномакедонския град Солун в 1944 година. Учи история на изкуствата в Чикагския университет и получава магистърска степен по живопис през 1968 година. Връща се в Гърция през 1969 година и преподава изобразително изкуство, фотография и философия в американските училища в Атина. В 1976 година публикува първата си монография „Гърция изгубена“ (Η Ελλάδα που χάνεται). В началото на 80-те години той започва работа по поредицата „Фестивали“, която е представена като изложба на различни фестивали и фотографски центрове в Европа. През 1979 година заедно с още четирима фотографи създава фотографския център в Атина. Художествен ръководител е на фотографския център в Скопелос от създаването му през 1995 до 1999 година. Прави изложби в Гърция и в чужбина, а творбите му са в колекции в Париж, Токио, САЩ.